# Deutschland 89
Deutschland 89 är en tysk tv-serie i åtta delar, med Jonas Nay i rollen som Martin Rauch, en östtysk agent under Berlinmurens fall 1989. Serien är en uppföljare till Deutschland 83 och Deutschland 86.

## Handling
Serien utspelar sig när Berlinmuren faller. Då vänds agenten Martin Rauchs värld upp och ner. Martin och hans kollegor i Östberlin står helt rådvilla inför en oviss framtid och inom östtyska statsmakten och säkerhetstjänsten regerar kaoset. Konfronterade med en ny världsordning måste de uppfinna sig själva på nytt.

## Rollista i urval
- Jonas Nay som Martin Rauch, östtysk spion
- Maria Schrader som Lenora Rauch, Martins moster och tidigare kontaktperson i Stasi
- Ari Kurecki som Max, Martins son
- Sylvester Groth som Martins pappa Walter Schweppenstette, chef på HVA
- Svenja Jung som Nicole Zangen, Max lärare
- Lavinia Wilson som Brigitte Winkelmann, västtysk spion
- Raul Casso som Hector Valdez, CIA
- Niels Bormann som Fritz Hartmann, östtysk spion
- Fritzi Haberlandt som Tina Fischer, en östtysk doktor som flytt till Västberlin med barnen
- Alexander Beyer som Tobias Tischbier, en HVA-anställd i Västtyskland
- Corinna Harfouch som Stasikvinnan Beate